# Vinh quang gia tộc
Vinh quang gia tộc (tiếng Hàn: 가문의영광; Hanja: 家門的榮光; Romaja: Gamunui Yeonggwang; hay còn gọi là Danh dự gia đình) là một bộ phim truyền hình Hàn Quốc diễn viên Yoon Jung-hee, Park Si-hoo, Jeon No-min, Kim Sung-min, Shin Da-eun, Jeon Hye-jin, và Maya. phim chiếu trên SBS từ ngày 11 tháng 10 năm 2008 đến ngày 19 tháng 4 năm 2009 và mỗi thứ 7 và chủ nhật lúc 21:55, 54 tập.
Phim xoay quanh những biến cố lớn của một gia đình truyền thống và những giá trị của nó, những rắc rối và sự sai lệch về cuộc sống hoàn mỹ của gia tộc họ Ha. Trọng tâm phim là nói về những sự tôn trọng lễ nghi của cô cháu gái dòng họ Ha, Yoon Jung-hee. Tác giả Jung Ji-woo nói, "Tôi muốn viết một nên một câu chuyện mà nó dành cho những người phụ nữ còn phong kiến. Tôi muốn xem người phụ nữ sẽ như thế nào khi không thể tự nói và thích may vá có thể tồn tại trong xã hội hiện đại." Đạo diễn Park Young-soo cho biết thêm, "Tôi muốn làm cho những giá trị đạo đức truyền thống sống lại. Tôi đã cố gắng rất nhiều để làm được điều đó."
Tại Việt Nam, phim từng được TVM Corp. mua bản quyền và phát sóng trên kênh HTV3.
Bộ phim này được Việt Nam làm lại thành phim Cầu vồng tình yêu dài 85 tập, phát sóng trên kênh VTV3 từ 2011 - 2012.

## Nội dung
Câu truyện trong phim này xoay quanh những khác biệt lớn về xuất thân thành viên của 2 gia tộc. Một là gia tộc lễ giáo truyền thống (gia tộc họ Ha) đang cố gắng hết sức để gìn giữ danh tiếng dòng họ, trong khi bên kia là người mới giàu lên (gia tộc họ Lee) từ việc cho vay nặng lãi và những phi vụ làm ăn mờ ám khác.
Hầu hết trung tâm phim là nói về chuyện tình cảm giữa đứa cháu gái trẻ nhất gia tộc họ Ha, Ha Dan-ah (Yoon Jung-hee), và con của gia tộc Lee, Lee Kang-suk (Park Si-hoo). Dan-ah đã đè nén cảm xúc khi trở thành goá phụ lúc còn trẻ, và không thể quên đi về ký ức về cái chết của chồng cô ấy trong một tai nạn. Cô đã có cuộc gặp gỡ khó chịu với Kang-suk, 1 doanh nhân bất lương mà mục đích chính là muốn đánh bại đối thủ trong lĩnh vực kinh doanh. Bao biến cố đã xảy ra và cuối cùng họ đã bên nhau, xoá tan hận thù gia tộc, biết cách để lấy lại "vinh quang" cho gia tộc của mình

## Phân vai và Nhân vật
Gia tộc Ha
- Yoon Jung-hee vai Ha Dan-ah
- Jeon No-min vai Ha Soo-young
- Kim Sung-min vai Ha Tae-young
- Shin Goo vai Ha Man-ki
- Park Hyun-sook vai Ha Joo-jung
- Seo In-seok vai Ha Suk-ho
- Park Joon-mok vai Ha Dong-dong
- Kim Young-ok vai Yoon Sam-wol
- Lee Soo-min vai Yoon Jo-man

Gia tộc Lee
- Park Si-hoo vai Lee Kang-suk
- Jeon Hye-jin vai Lee Hye-joo
- Yeon Kyu-jin vai Lee Chun-gap
- Seo Kwon-soon vai Choi Young-ja

vai khác
- Lee Hyun-jin vai Jung Hyun-kyu
- Shin Da-eun vai Oh Jin-ah
- Maya vai Na Mal-soon
- Na Young-hee vai Lee Young-in
- Shim Hyun-sup vai Kim Byung-do
- Lee Jong-bak vai Officer Lee
- Kim Ye-ryung vai Young-hee
- Seo Yoo-jung vai Kim Hyun-ok
- Lee Won-jae vai chủ Joo-jung
- Jung Chan vai Yoon Tae-joo
- Jung Wook vai Kim Sun-tae
- Shin Pyo vai Kang-ha
- Min Joon-hyun vai Nhân viên

## Soundtrack
1. All I Need is You Alone – 4Men
2. Can I Love You? – 4Men
3. Don't Be Hurt – 4Men
4. Wishing for Love – Noh Young-chae
5. I Will Meet You – 4Men
6. Nice Farewell – Chae Young-in
7. Don't Know – Kim Ji-won
8. Flower Path (Inst.)
9. Glory of the Family (Inst.)

## Giải thưởng
Giải phim SBS 2009
- Giải xuất sắc, diễn viên trong Special Production - Park Si-hoo
- Giải PD- Yoon Jung-hee

Đạo diễn Park Young-soo cũng đã nhận giải khuyến khích của SBS cho nhà sản xuất phổ biến, phim gia đình giúp nâng cao hình ảnh công ty sản xuất.